# Sachin INA
Sachin INA è una città dell'India di 3.293 abitanti, situata nel distretto di Surat, nello stato federato del Gujarat. In base al numero di abitanti la città rientra nella classe VI (meno di 5.000 persone).

## Società

### Evoluzione demografica
Al censimento del 2001 la popolazione di Sachin INA assommava a 3.293 persone, delle quali 2.818 maschi e 475 femmine. I bambini di età inferiore o uguale ai sei anni assommavano a 196, dei quali 104 maschi e 92 femmine. Infine, coloro che erano in grado di saper almeno leggere e scrivere erano 2.590, dei quali 2.374 maschi e 216 femmine.